# Peyrilhac
Peyrilhac è un comune francese di 1 201 abitanti situato nel dipartimento dell'Alta Vienne nella regione della Nuova Aquitania.

## Società

### Evoluzione demografica
Abitanti censiti